# Pessimismo
O pessimismo é uma atitude mental negativa em que se antecipa um resultado indesejável de uma determinada situação. Os pessimistas tendem a se concentrar nos aspectos negativos da vida em geral. Uma pergunta comum feita para testar o pessimismo é " O copo está meio vazio ou meio cheio? "; nessa situação, diz-se que um pessimista vê o copo meio vazio, enquanto um otimista vê o copo meio cheio. Ao longo da história, a disposição pessimista teve efeitos em todas as principais áreas do pensamento.
O pessimismo filosófico é a ideia relacionada que vê o mundo de uma forma estritamente antiotimista. Esta forma de pessimismo não é uma disposição emocional como o termo comumente denota. Em vez disso, é uma filosofia ou visão de mundo que atribui um valor negativo à vida e à existência. Os pessimistas filosóficos geralmente defendem uma prevalência empírica das dores sobre os prazeres, que a vida é ontológica ou intrinsecamente adversa aos seres vivos e que a existência é fundamentalmente sem sentido ou sem propósito. Suas respostas a essa condição, no entanto, são amplamente variadas e podem ser afirmativas da vida.

## Etimologia
O termo pessimismo deriva da palavra latina pessimus que significa "o pior". Foi usado pela primeira vez pelos críticos jesuítas do romance de 1759 de Voltaire, Cândido ou Do Otimismo. Voltaire estava satirizando a filosofia de Leibniz, que sustentava que este era o "melhor (ótimo) de todos os mundos possíveis". Em seus ataques a Voltaire, os jesuítas da Revue de Trévoux o acusaram de pessimismo.

## Pessimismo filosófico
O pessimismo filosófico não é um estado de espírito ou uma disposição psicológica, mas sim uma visão de mundo ou posição filosófica que atribui um valor negativo à vida e à existência. Os pessimistas filosóficos geralmente defendem uma prevalência empírica das dores sobre os prazeres, que a vida é ontológica ou intrinsecamente adversa aos seres vivos e que a existência é fundamentalmente sem sentido ou sem propósito. Ideias que prefiguram o pessimismo filosófico podem ser vistas em textos antigos como o Dhammacakkappavattana Sutta (texto budista), no qual Buda estabelece a primeira nobre verdade de dukkhaou sofrimento como marca fundamental da existência:
Agora, bhikkhus, esta é a nobre verdade do sofrimento: nascimento é sofrimento, envelhecimento é sofrimento, doença é sofrimento, morte é sofrimento; a união com o que desagrada é sofrimento; separação do que é agradável é sofrimento; não conseguir o que se quer é sofrimento; em resumo, os cinco agregados sujeitos ao apego estão sofrendo. Buda
Na filosofia ocidental, o pessimismo filosófico não é um único movimento coerente, mas sim um grupo vagamente associado de pensadores com ideias semelhantes e uma semelhança familiar entre si. Em Weltschmerz: Pessimism in German Philosophy, 1860-1900 , Frederick C. Beiser afirma a tese central do pessimismo como "a tese de que a vida não vale a pena ser vivida, que o nada é melhor do que ser, ou que é pior ser do que não ser".  Para os pessimistas filosóficos, essa visão da vida não implica automaticamente no desejo do suicídio, mas simplesmente na abolição gradual do sofrimento através do antinatalismo, ou seja, não-procriação.
Os pessimistas filosóficos veem a autoconsciência do homem como um trágico subproduto da evolução que nos permitiu contemplar nosso lugar no cosmos e ansiar por justiça, significado e liberdade da dor, envelhecimento, doença e morte, cientes de que a própria natureza nunca pode satisfazer essas necessidades fundamentais.
De acordo com Peter Wessel Zapffe, bem como a Teoria da Gestão do Terror, um sentimento de terror existencial nasce da justaposição da consciência dos seres humanos de si mesmos como meros animais transitórios tateando para sobreviver em um universo sem sentido, destinado apenas a morrer e decair. Para Zapffe, nosso conhecimento de nossa situação é reprimido pelo uso de quatro mecanismos, conscientes ou não, que ele chama de isolamento, ancoragem, distração e sublimação. Os seres humanos lidam com essa ansiedade existencial por meio de concepções simbólicas da realidade que dão sentido, ordem e permanência à existência; fornecer um conjunto de padrões para o que é valioso; e prometem alguma forma de imortalidade literal ou simbólica para aqueles que acreditam na cosmovisão cultural e vivem de acordo com seus padrões de valor.
As respostas aos predicados da condição humana por parte dos pessimistas são variadas. Alguns filósofos, como Schopenhauer e Mainländer , recomendam uma forma de resignação e abnegação (que viram exemplificada nas religiões indianas e no monaquismo cristão). Alguns seguidores tendem a acreditar que "esperar o pior leva ao melhor".
René Descartes até acreditava que a vida seria melhor se as reações emocionais a eventos "negativos" fossem removidas. Eduard von Hartmann afirmou que, com o progresso cultural e tecnológico, o mundo e seus habitantes chegarão a um estado em que abraçarão voluntariamente o nada. Outros como Nietzsche, Leopardi, Julius Bahnsen e Camus respondem com uma visão mais afirmativa da vida, o que Nietzsche chamou de "pessimismo dionisíaco", um abraço da vida como ela é em toda a sua constante mudança e sofrimento, sem apelo ao progresso ou cálculo hedonista. Albert Camus indicou que as respostas comuns ao absurdo da vida são frequentemente: Suicídio, um salto de fé (Kierkegaard) ou reconhecimento/rebelião. Camus rejeitou todas, exceto a última opção, como respostas inaceitáveis e inautênticas.

Além da situação humana, muitos pessimistas filosóficos também enfatizam a qualidade negativa da vida dos animais não humanos, criticando a noção da natureza como um criador "sábio e benevolente".  Em seu livro vencedor do Prêmio Pulitzer de 1973, The Denial of Death (A negação da morte) , Ernest Becker descreve assim:
O que devemos fazer com uma criação em que a atividade rotineira é que os organismos dilacerem outros com dentes de todos os tipos – mordendo, moendo carne, talos de plantas, ossos entre molares, empurrando a polpa avidamente pela garganta com prazer, incorporando sua essência em sua própria organização, e então excretando com mau cheiro e gases o resíduo. Todos estendendo a mão para incorporar outros que são comestíveis para ele. Os mosquitos inchando de sangue, as larvas, as abelhas assassinas atacando com fúria e demonismo, tubarões continuando a rasgar e engolir enquanto suas próprias vísceras estão sendo arrancadas – para não mencionar o desmembramento diário e o abate em acidentes "naturais" de todos os tipos: um terremoto enterra vivos 70 mil corpos no Peru, automóveis fazem uma pilha de pirâmides de mais de 50 mil por ano só nos EUA, um maremoto lava mais de um quarto de milhão no Oceano Índico. A criação é um pesadelo espetacular ocorrendo em um planeta que foi encharcado por centenas de milhões de anos no sangue de todas as suas criaturas. A conclusão mais sóbria que podemos tirar sobre o que realmente vem acontecendo no planeta há cerca de três bilhões de anos é que ele está sendo transformado em um vasto poço de fertilizante. Mas o sol distrai nossa atenção, sempre secando o sangue, fazendo as coisas crescerem sobre ele, e com seu calor dando a esperança que vem com o conforto e a expansividade do organismo.
O pessimismo filosófico tem sido muitas vezes ligado às artes e à literatura. A filosofia de Schopenhauer era muito popular entre os compositores (Wagner, Brahms e Mahler).  Embora existam exemplos anteriores de pessimismo literário, como na obra de Miguel de Cervantes, vários pessimistas filosóficos também escreveram romances ou poesia (Camus e Leopardi, respectivamente). Uma forma literária distinta que tem sido associada ao pessimismo é a escrita aforística, e isso pode ser visto em Leopardi, Nietzsche e Cioran.
Os escritores dos séculos XIX e XX que poderiam expressar visões pessimistas em suas obras ou serem influenciados por filósofos pessimistas incluem: Charles Baudelaire, Samuel Beckett, Gottfried Benn, Jorge Luis Borges, Charles Bukowski, Dino Buzzati, Lord Byron, Louis-Ferdinand Céline, Joseph Conrad,  Fyodor Dostoiévski, Mihai Eminescu, Sigmund Freud, Thomas Hardy, Sadegh Hedayat, HP Lovecraft, Thomas Mann, Camilo Pessanha, Edgar Saltus  e James Thomson. Os autores do final do século XX e do século XXI que poderiam expressar ou explorar o pessimismo filosófico incluem David Benatar, Thomas Bernhard, Friedrich Dürrenmatt, John Gray,  Michel Houellebecq, Alexander Kluge, Thomas Ligotti, Cormac McCarthy,  Eugene Thacker e Peter Wessel Zapffe.

## Proponentes notáveis

### Gregos antigos
Em Filosofia na era trágica dos gregos , Friedrich Nietzsche argumenta que os filósofos pré-socráticos como Anaximandro, Heráclito (chamado "o Filósofo que Chora") e Parmênides representavam uma forma clássica de pessimismo. Nietzsche viu a filosofia de Anaximandro como a "proclamação enigmática de um verdadeiro pessimista". Da mesma forma, da filosofia de fluxo e conflito de Heráclito, ele escreveu:
Heráclito negava a dualidade de mundos totalmente diversos — uma posição que Anaximandro fora obrigado a assumir. Ele já não distinguia um mundo físico de um metafísico, um reino de qualidades definidas de um "indefinido" indefinível. E depois desse primeiro passo, nada poderia impedi-lo de uma segunda negação, muito mais ousada: ele negou totalmente o ser. Pois este mundo que ele não reteve em [...] lugar algum mostra uma demora, uma indestrutibilidade, um baluarte na corrente. Mais alto que Anaximandro, Heráclito proclamou: "Não vejo nada além do devir. Não se deixe enganar. É culpa de sua miopia, não da essência das coisas, se você acredita que vê terra em algum lugar no oceano do devir e do passar Você usa nomes para as coisas como se elas durassem de forma rígida e persistente (O Nascimento da Tragédia. 5, págs. 51–52).
Outro grego expressou uma forma de pessimismo em sua filosofia: o antigo filósofo cirenaico Hegésias (290 a.C.). Como os pessimistas posteriores, Hegesias argumentou que a felicidade duradoura é impossível de alcançar e que tudo o que podemos fazer é tentar evitar a dor o máximo possível.
A felicidade completa não pode existir; pois que o corpo está cheio de muitas sensações, e que a mente simpatiza com o corpo, e fica perturbado quando ele está perturbado, e também que a fortuna impede muitas coisas que estimamos em antecipação; de modo que, por todas essas razões, a felicidade perfeita escapa ao nosso alcance.
Hegésias sustentou que todos os objetos externos, eventos e ações são indiferentes ao homem sábio, mesmo a morte: "para o tolo é conveniente viver, mas para o sábio é uma questão de indiferença".  De acordo com Cícero, Hegesias escreveu um livro chamado Death by Starvation (Morte por Inanição), que supostamente persuadiu muitas pessoas de que a morte era mais desejável que a vida. Por causa disso, Ptolomeu II Filadelfo proibiu Hegésias de ensinar em Alexandria.  A partir do século 3 aC, o estoicismo propôs como um exercício "a premeditação dos males" - concentração nos piores resultados possíveis.

### Baltasar Gracián
Schopenhauer se envolveu extensivamente com as obras de Baltasar Gracián (1601–1658) e considerou o romance de Gracián El Criticón (O crítico) "Absolutamente único... mundo". A perspectiva pessimista de Schopenhauer foi influenciada por Gracián, e ele traduziu "O Oráculo de Bolso e Arte da Prudência de Gracián" para o alemão. Ele elogiou Gracián por seu estilo de escrita aforística (conceptismo) e muitas vezes o citou em suas obras.  O romance de Gracian El Criticón (O Crítico) é uma alegoria estendida da busca humana pela felicidade que acaba por ser infrutífera nesta Terra. O Crítico pinta um quadro sombrio e desolado da condição humana. Seu "Oráculo de Bolso" ("O Oráculo de Bolso e Arte da Prudência de Gracián")  era um livro de aforismos sobre como viver no que ele via como um mundo cheio de engano, duplicidade e desilusão.

### Voltaire
Voltaire foi o primeiro europeu a ser rotulado como um pessimista devido à sua crítica ao otimista "An Essay on Man" (Um ensaio sobre o Homem) de Alexander Pope e a afirmação de Leibniz de que "vivemos no melhor de todos os mundos possíveis". O romance Cândido de Voltaire é uma crítica extensa ao otimismo teísta e seu Poema sobre o desastre de Lisboa é especialmente pessimista sobre o estado da humanidade e a natureza de Deus. Embora ele mesmo um deíst, Voltaire argumentou contra a existência de um Deus pessoal compassivo através de sua interpretação do problema do mal.

### Jean-Jacques Rousseau
Rousseau apresentou pela primeira vez os principais temas do pessimismo filosófico e foi chamado de "o patriarca do pessimismo". Para Rousseau, os humanos em sua "bondade natural" não têm senso de autoconsciência no tempo e, portanto, são mais felizes do que os humanos corrompidos pela sociedade. Rousseau viu o movimento para fora do estado de natureza como a origem da desigualdade e da falta de liberdade da humanidade. As qualidades saudáveis do homem em seu estado natural, um amor não destrutivo de si mesmo e compaixão são gradualmente substituídos por amor propre, amor-próprio movido pelo orgulho e ciúme de seu semelhante. Por isso, o homem moderno vive "sempre fora de si", preocupado com os outros homens, o futuro e os objetos externos. Rousseau também culpa a faculdade humana de "perfectibilidade" e a linguagem humana por nos arrancar de nosso estado natural, permitindo-nos imaginar um futuro no qual somos diferentes do que somos agora e, portanto, nos fazendo parecer inadequados para nós mesmos (e, portanto, perfectível'). Rousseau viu a evolução da sociedade moderna como a substituição do igualitarismo natural pela alienação e distinção de classe imposta pelas instituições de poder. Assim, O Contrato Social abre com a famosa frase "O homem nasce livre e por toda parte está acorrentado". Mesmo as classes dominantes não são livres, na verdade para Rousseau são "escravas maiores" porque exigem mais estima dos outros para governar e devem, portanto, viver constantemente "fora de si".

### Giacomo Leopardi
Embora uma figura menos conhecida fora da Itália, Giacomo Leopardi foi altamente influente no século 19, especialmente para Schopenhauer e Nietzsche. Nos ensaios, aforismos, fábulas e parábolas sombriamente cômicos de Leopardi, a vida é frequentemente descrita como uma espécie de piada ou erro divino. De acordo com Leopardi, por causa de nosso senso consciente de tempo e nossa busca incessante pela verdade, o desejo humano de felicidade nunca pode ser verdadeiramente saciado e a alegria não pode durar. Leopardi afirma que "Por isso enganam-se grandemente [aqueles] que declaram e pregam que a perfeição do homem consiste no conhecimento da verdade e que todos os seus males procedem de opiniões falsas e ignorância, e que a raça humana finalmente será feliz, quando todas ou a maioria das pessoas chegam a conhecer a verdade, e unicamente com base nisso organizam e governam suas vidas”. Além disso, Leopardi acredita que para o homem não é possível esquecer a verdade e que "é mais fácil se livrar de qualquer hábito antes do de filosofar".
A resposta de Leopardi a essa condição é enfrentar essas realidades e tentar viver uma vida vibrante e grandiosa, arriscar e assumir tarefas incertas. Essa incerteza torna a vida valiosa e emocionante, mas não nos liberta do sofrimento, é antes um abandono da busca fútil da felicidade. Ele usa o exemplo de Cristóvão Colombo, que fez uma viagem perigosa e incerta e por isso passou a apreciar a vida mais plenamente. Leopardi também vê a capacidade dos humanos de rir de sua condição como uma qualidade louvável que pode nos ajudar a lidar com nossa situação. Para Leopardi: "Aquele que tem coragem de rir é senhor do mundo, assim como aquele que está preparado para morrer".

## Arthur Schopenhauer
O pessimismo de Arthur Schopenhauer vem de sua elevação da Vontade acima da Razão como a mola mestra do pensamento e comportamento humano. A Vontade é o último númeno animador metafísico e é um esforço fútil, ilógico e sem direção. Schopenhauer vê a razão como fraca e insignificante em relação à Vontade; em uma metáfora, Schopenhauer compara o intelecto humano a um homem que manca (coxo) que pode ver, mas que cavalga no ombro do gigante cego da Vontade. Schopenhauer via os desejos humanos como impossíveis de satisfazer. Ele apontou para motivadores como fome, sede e sexualidade como as características fundamentais da Vontade em ação, que são sempre por natureza insatisfatórias.
Toda satisfação, ou o que é comumente chamado de felicidade, é real e essencialmente sempre apenas negativa , e nunca positiva. Não é uma gratificação que nos vem originalmente e por si mesma, mas deve ser sempre a satisfação de um desejo. Pois o desejo, isto é, a carência, é a condição precedente de todo prazer; mas com a satisfação, o desejo e, portanto, o prazer cessam; e assim a satisfação ou gratificação nunca pode ser mais do que a libertação da dor, de um desejo. Tal não é apenas todo sofrimento real e evidente, mas também todo desejo cuja importunação perturba nossa paz, e até mesmo o tédio mortal que torna a existência um fardo para nós.
Schopenhauer observa que, uma vez saciado, o sentimento de satisfação raramente dura e passamos a maior parte de nossas vidas em um estado de esforço sem fim; nesse sentido, não somos, no fundo, nada além de Vontade. Mesmo os momentos de satisfação, quando repetidos com bastante frequência, só levam ao tédio e, portanto, a existência humana está constantemente oscilando "como um pêndulo entre a dor e o tédio, e esses dois são de fato seus constituintes finais". Este ciclo irônico eventualmente nos permite ver a vaidade inerente à verdade da existência (nichtigkeit) e perceber que "o propósito de nossa existência não é ser feliz".
Além disso, o negócio da vida biológica é uma guerra de todos contra todos, cheia de constante dor física e angústia, não apenas desejos insatisfeitos. Há também o medo constante da morte no horizonte a considerar, o que torna a vida humana pior do que a dos animais. A razão apenas agrava nosso sofrimento ao nos permitir perceber que a agenda da biologia não é algo que teríamos escolhido se tivéssemos tido uma escolha, mas é, em última análise, inútil para nos impedir de servi-la. Schopenhauer via na contemplação artística uma fuga temporária do ato de querer. Ele acreditava que através do "perder-se" na arte se poderia sublimar a Vontade. No entanto, ele acreditava que apenas a resignação do esforço inútil da vontade de viver através de uma forma de ascetismo (como as praticadas por monges orientais e por "pessoas santas") poderia libertar-se completamente da Vontade. Schopenhauer nunca usou o termo pessimismo para descrever sua filosofia, mas também não se opôs quando outros o chamavam assim. Outros termos comuns usados para descrever seu pensamento foram voluntarismo e irracionalismo que ele também nunca usou.

### Pessimismo pós-schopenhaueriano
Durante o fim dos tempos da vida de Schopenhauer e anos subsequentes após sua morte, o pessimismo pós-schopenhaueriano tornou-se uma "tendência" bastante popular na Alemanha do século XIX.  No entanto, foi visto com desdém pelas outras filosofias populares da época, como o hegelianismo , o materialismo, o neokantismo e o positivismo emergente.
Em uma era de revoluções futuras e descobertas emocionantes na ciência, o caráter resignado e antiprogressista do típico pessimista era visto como um prejuízo ao desenvolvimento social. Para responder a essa crescente crítica, um grupo de filósofos muito influenciado por Schopenhauer (aliás, alguns até conhecidos pessoais dele) desenvolveu seu próprio tipo de pessimismo, cada um à sua maneira. Pensadores como Julius Bahnsen, Karl Robert Eduard von Hartmann, Philipp Mainländer e outros cultivaram a crescente ameaça do pessimismo ao converter o idealismo transcendental de Schopenhauer no que Frederick C. Beiser chama de realismo transcendental. A tese idealista transcendental é que conhecemos apenas as aparências das coisas (não as coisas-em-si); a tese do realista transcendental é que "o conhecimento que temos de como as coisas nos aparecem na experiência nos dá conhecimento das coisas-em-si".
Ao adotar o realismo transcendental, as obscuras observações de Schopenhauer sobre a natureza do mundo se tornariam completamente cognoscíveis e objetivas e, dessa forma, alcançariam a certeza. A certeza do pessimismo é que a inexistência é preferível à existência. Que, junto com a realidade metafísica da vontade, foram as premissas que os pensadores "pós-schopenhauerianos" herdaram dos ensinamentos de Schopenhauer. A partir desse ponto de partida comum, cada filósofo desenvolveu sua própria visão negativa do ser em suas respectivas filosofias. Alguns pessimistas iriam "acalmar" os críticos aceitando a validade de suas críticas e abraçando o historicismo, como foi o caso do executor literário de Schopenhauer, Julius Frauenstädt, e de Karl Robert Eduard von Hartmann (que deu ao realismo transcendental um toque único). Julius Bahnsen reformularia a compreensão do pessimismo em geral,  enquanto Philipp Mainländer se propôs a reinterpretar e elucidar a natureza da vontade, apresentando-a como uma vontade de morte auto-mortificante.

### Friedrich Nietzsche
Friedrich Nietzsche poderia ser considerado um pessimista filosófico, embora, ao contrário de Schopenhauer (que ele lia avidamente), sua resposta à visão pessimista "trágica" não seja nem resignada nem abnegada, mas uma forma de pessimismo de afirmação da vida.  Para Nietzsche isso era um "pessimismo do futuro", um "pessimismo dionisíaco".  Nietzsche identificou seu pessimismo dionisíaco com o que ele viu como o pessimismo dos pré-socráticos gregos e também o viu no centro da tragédia grega antiga. Ele via a tragédia como desnudando a terrível natureza da existência humana, limitada por um fluxo constante. Em contraste com isso, Nietzsche viu  a filosofia socrática como um refúgio otimista daqueles que não aguentavam mais o trágico. Desde Sócrates postulou que a sabedoria poderia levar à felicidade, Nietzsche viu isso como "moralmente falando, uma espécie de covardia ... amoralmente, um ardil".  Nietzsche também criticava o pessimismo de Schopenhauer porque ao julgar o mundo negativamente, ele se voltava para julgamentos morais sobre o mundo e, portanto, levava à fraqueza e ao niilismo . A resposta de Nietzsche foi uma aceitação total da natureza do mundo, uma "grande libertação" através de um "pessimismo de força" que "não se senta em julgamento desta condição". Nietzsche acreditava que a tarefa do filósofo era manejar esse pessimismo como um martelo, primeiro atacar a base de velhas moralidades e crenças e depois "fazer-se um novo par de asas", ou seja, reavaliar todos os valores e criar novos uns. Uma característica fundamental desse pessimismo dionisíaco era 'dizer sim' à natureza mutável do mundo, isso implicava abraçar a destruição e o sofrimento com alegria, para sempre (daí as ideias de amor fati e eterno retorno).  O pessimismo para Nietzsche é uma arte de viver que é "bom para a saúde" como um "remédio e uma ajuda a serviço da vida em crescimento e luta".

### Albert Camus
Em um artigo de 1945, Albert Camus escreveu que "a ideia de que uma filosofia pessimista é necessariamente de desânimo é uma ideia pueril".  Camus ajudou a popularizar a ideia do "absurdo", um termo-chave em seu famoso ensaio O Mito de Sísifo. Como os pessimistas filosóficos anteriores, Camus vê a consciência e a razão humanas como aquilo que "me coloca em oposição a toda a criação". Para Camus, esse choque entre uma mente racional que anseia por significado e um mundo 'silencioso' é o que produz o problema filosófico mais importante, o 'problema do suicídio'. Camus acreditava que as pessoas muitas vezes escapam do absurdo por meio da "ilusão" (l'esquive), uma 'engano' para "aqueles que não vivem para a vida em si, mas para uma grande ideia que a transcenderá, a refinará, lhe dará um sentido e a trairá". Ele considerava o suicídio e a religião como formas inautênticas de iludir ou escapar do problema da existência. Para Camus, a única opção era aceitar rebeldemente e conviver com o absurdo, pois "não há destino que não possa ser superado pelo desprezo". A resposta de Camus ao problema absurdo é ilustrada usando o personagem mítico grego de Sísifo, que foi condenado pelos deuses a empurrar uma pedra colina acima por toda a eternidade. Camus imagina Sísifo empurrando a pedra, percebendo a futilidade de sua tarefa, mas fazendo-a mesmo assim por rebelião: "É preciso imaginar Sísifo feliz".

## Outros formulários

### Epistemológico
Existem várias teorias da epistemologia que podem ser consideradas pessimistas no sentido de que consideram difícil ou mesmo impossível obter conhecimento sobre o mundo. Essas ideias são geralmente relacionadas ao niilismo, ceticismo filosófico e relativismo. Friedrich Heinrich Jacobi (1743-1819), analisou o racionalismo, e em particular a filosofia "crítica" de Immanuel Kant para realizar uma reductio ad absurdum, segundo a qual todo racionalismo se reduz ao niilismo e, portanto, deve ser evitado e substituído por um retorno a algum tipo de fé e revelação.
Richard Rorty, Michel Foucault e Ludwig Wittgenstein questionaram se nossos conceitos particulares poderiam se relacionar com o mundo de forma absoluta e se podemos justificar nossas formas de descrever o mundo em comparação com outras formas. Em geral, esses filósofos argumentam que a verdade não era acertar ou representar a realidade, mas fazia parte das relações sociais subjetivas de poder, ou jogos de linguagem que serviam aos nossos propósitos em um determinado momento. Portanto, essas formas de antifundacionalismo, embora não sejam pessimistas em si, rejeitam quaisquer definições que afirmem ter descoberto 'verdades' absolutas ou fatos fundamentais sobre o mundo como válidos.

### Político e cultural
O pessimismo filosófico se opõe ao otimismo ou mesmo ao utopismo das filosofias hegelianas. Emil Cioran afirmou que "Hegel é o principal responsável pelo otimismo moderno. Como ele pode ter deixado de ver que a consciência muda apenas suas formas e modalidades, mas nunca progride?"  O pessimismo filosófico é diferenciado de outras filosofias políticas por não ter uma estrutura estrutural ou projeto político ideal, ao contrário, o pessimismo geralmente tende a ser uma filosofia anti-sistemática de ação individual. Isso ocorre porque os pessimistas filosóficos tendem a ser céticos de que qualquer política de progresso social podem realmente melhorar a condição humana. Como afirma Cioran, "cada passo à frente é seguido por um passo atrás: esta é a oscilação infrutífera da história". Cioran também ataca o otimismo político porque cria uma "idolatria do amanhã" que pode ser usada para autorizar qualquer coisa em seu nome. Isso não significa, porém, que o pessimista não possa se envolver politicamente, como argumentou Camus em O rebelde.
Há outra linha de pensamento geralmente associada a uma visão de mundo pessimista, este é o pessimismo da crítica cultural e do declínio social que é visto em The Decline of the West (O fim do Ocidente), de Oswald Spengler. Spengler promoveu um modelo cíclico da história semelhante às teorias de Giambattista Vico. Spengler acreditava que a civilização ocidental moderna estava na era do "inverno" de declínio (untergang). A teoria spengleriana foi imensamente influente na Europa entre guerras, especialmente na Alemanha de Weimar. Da mesma forma, o tradicionalista Julius Evola pensava que o mundo estava no Kali Yuga, uma idade escura de declínio moral.
Intelectuais como Oliver James correlacionam o progresso econômico com a desigualdade econômica , o estímulo das necessidades artificiais e a afluência. Os anticonsumistas identificam tendências crescentes de consumo conspícuo e comportamento auto-interessado e consciente da imagem na cultura. Pós-modernistas como Jean Baudrillard chegaram a argumentar que a cultura (e, portanto, nossas vidas) agora não tem nenhuma base na realidade.
Os pensadores conservadores, especialmente os conservadores sociais, geralmente percebem a política de maneira geralmente pessimista. William F. Buckley fez uma famosa observação de que ele estava "de pé contra a história gritando 'pare!'" e Whittaker Chambers estava convencido de que o capitalismo estava fadado a cair no comunismo, embora ele próprio fosse firmemente anticomunista. Os conservadores sociais costumam ver o Ocidente como uma civilização decadente e niilista que abandonou suas raízes no cristianismo e/ou na filosofia grega, deixando-o condenado a cair na decadência moral e política.
Muitos conservadores econômicos e libertários acreditam que a expansão do Estado e o papel do governo na sociedade são inevitáveis e, na melhor das hipóteses, estão lutando contra isso. [Eles sustentam que a tendência natural das pessoas é ser governada e que a liberdade é um estado de coisas excepcional que agora está sendo abandonado em favor da segurança social e econômica fornecida pelo estado de bem-estar. O pessimismo político às vezes encontrou expressão em romances distópicos como 1984 de George Orwell. O pessimismo político sobre o país de uma pessoa muitas vezes se correlaciona com o desejo de emigrar.
Durante a crise financeira de 2007-2008 nos Estados Unidos, o neologismo "pornismo pessimista" foi cunhado para descrever a suposta emoção escatológica e de sobrevivência que algumas pessoas derivam de prever, ler e fantasiar sobre o colapso da sociedade civil através da destruição do patrimônio mundial e do sistema econômico.

### Tecnológico e ambiental
O pessimismo tecnológico é a crença de que os avanços da ciência e da tecnologia não levam a uma melhoria da condição humana. Pode-se dizer que o pessimismo tecnológico se originou durante a revolução industrial com o movimento ludita. Os luditas culparam a ascensão de fábricas industriais e maquinário de fábrica avançado pela perda de seus empregos e partiram para destruí-los. O movimento romântico também era pessimista em relação à ascensão da tecnologia e ansiava por tempos mais simples e naturais. Poetas como William Wordsworth e William Blake acreditavam que a industrialização estava poluindo a pureza da natureza.

Alguns críticos sociais e ambientalistas acreditam que a globalização, a superpopulação e as práticas econômicas dos estados capitalistas modernos sobrecarregam o equilíbrio ecológico do planeta. Eles alertam que, a menos que algo seja feito para retardar isso, as mudanças climáticas irão piorar, levando a algum tipo de colapso social e ecológico. James Lovelock acredita que a ecologia da Terra já foi irremediavelmente danificada, e mesmo uma mudança irrealista na política não seria suficiente para salvá-la. De acordo com Lovelock, o sistema de regulação do clima da Terra está sendo sobrecarregado pela poluição e a Terra em breve saltará de seu estado atual para um clima dramaticamente mais quente. Lovelock atribui esse estado de coisas ao que ele chama de "poliantroponemia", que é quando: "os humanos superpovoam até causarem mais mal do que bem". Lovelock afirma:
A presença de 7 bilhões de pessoas buscando confortos de primeiro mundo... é claramente incompatível com a homeostase do clima, mas também com a química, a diversidade biológica e a economia do sistema.
Pode-se dizer que alguns ambientalistas radicais, ativistas antiglobalização e neoluditas sustentam esse tipo de pessimismo sobre os efeitos do "progresso" moderno. Uma forma mais radical de pessimismo ambiental é o anarco-primitivismo que culpa a revolução agrícola por dar origem à estratificação social, coerção e alienação. Alguns anarco-primitivistas promovem a desindustrialização, o abandono da tecnologia moderna e a renaturalização. Um controverso anarco-primitivista é Theodore Kaczynski, também conhecido como o Unabomber, que se envolveu em uma campanha nacional de bombardeio postal. Em seu manifesto Unabomber de 1995, ele chamou a atenção para a erosão da liberdade humana pela ascensão do moderno "sistema industrial-tecnológico". O manifesto começa assim:
A Revolução Industrial e suas consequências foram um desastre para a raça humana. Eles aumentaram muito a expectativa de vida daqueles que vivem em países "avançados", mas desestabilizaram a sociedade, tornaram a vida insatisfatória, sujeitaram os seres humanos a indignidades, levaram a um sofrimento psicológico generalizado (no Terceiro Mundo a sofrimento físico também) e infligiram graves danos ao mundo natural. O desenvolvimento contínuo da tecnologia vai piorar a situação. Certamente sujeitará os seres humanos a maiores indignidades e infligirá maiores danos ao mundo natural, provavelmente levará a uma maior ruptura social e sofrimento psicológico, e poderá levar a um aumento do sofrimento físico mesmo em países "avançados".
Uma das organizações pessimistas mais radicais é o movimento de extinção humana voluntária que defende a extinção da raça humana através do antinatalismo. A controversa encíclica de 2015 do Papa Francisco sobre questões ecológicas está repleta de avaliações pessimistas do papel da tecnologia no mundo moderno.

#### Pessimismo de entropia (Física)
O "pessimismo da entropia" representa um caso especial de pessimismo tecnológico e ambiental, baseado em princípios termodinâmicos. De acordo com a primeira lei da termodinâmica , matéria e energia não são criadas nem destruídas na economia. De acordo com a segunda lei da termodinâmica – também conhecida como lei da entropia – o que acontece na economia é que toda matéria e energia são transformadas de estados disponíveis para fins humanos (recursos naturais valiosos) para estados indisponíveis para fins humanos (resíduos sem valor e poluição). Com efeito, todas as tecnologias e atividades do homem estão apenas acelerando a marcha geral contra uma futura "morte térmica" planetária de energia degradada, recursos naturais esgotados e um ambiente deteriorado - um estado de entropia máxima localmente na Terra; "localmente" na terra, isto é, quando comparado com a morte por calor do universo, tomado como um todo.
O termo "pessimismo da entropia" foi cunhado para descrever o trabalho do economista romeno-americano Nicholas Georgescu-Roegen, um progenitor da economia e fundador do paradigma da economia ecológica. Georgescu-Roegen fez uso extensivo do conceito de entropia em sua obra-prima A Lei da Entropia e o Processo Econômico. Desde a década de 1990, o principal economista ecológico e teórico do estado estacionário Herman Daly - um aluno de Georgescu-Roegen - tem sido o defensor mais influente do pessimismo da entropia na profissão de economista.
Entre outras questões, a posição do pessimismo da entropia está preocupada com a impossibilidade existencial de alocar o estoque finito de recursos minerais da Terra uniformemente entre um número desconhecido de gerações presentes e futuras. Esse número de gerações provavelmente permanecerá desconhecido para nós, pois não há como - ou apenas uma pequena maneira - de saber com antecedência se ou quando a humanidade enfrentará a extinção. Com efeito, qualquer alocação intertemporal concebível do estoque inevitavelmente terminará com o declínio econômico universal em algum ponto futuro. O pessimismo da entropia é uma visão difundida na economia ecológica e no movimento de decrescimento.

### Jurídico
Bibas escreve que alguns advogados de defesa criminal preferem errar do lado do pessimismo: "As previsões otimistas correm o risco de serem desastrosamente erradas no julgamento, um resultado embaraçoso que deixa os clientes irritados. conselho, os casos não vão a julgamento e os clientes não são mais sábios."

## Como disposição psicológica
No mundo antigo, o pessimismo psicológico era associado à melancolia, e acreditava-se ser causado por um excesso de bile negra no corpo. O estudo do pessimismo tem paralelos com o estudo da depressão. Os psicólogos atribuem atitudes pessimistas à dor emocional ou mesmo à biologia. Aaron Beck argumenta que a depressão é devido a visões negativas irreais sobre o mundo. Beck inicia o tratamento conversando com os clientes sobre seus pensamentos inúteis. Os pessimistas, no entanto, muitas vezes são capazes de fornecer argumentos que sugerem que sua compreensão da realidade é justificada; como no realismo depressivo ou (realismo pessimista). A deflexão é um método comum usado por aqueles que estão deprimidos. Eles permitem que as pessoas assumam que estão revelando tudo o que prova ser uma maneira eficaz de esconder. O item de pessimismo no Inventário de Depressão de Beck foi considerado útil na previsão de suicídios. A Escala de Desesperança de Beck também foi descrita como uma medida de pessimismo.
Wender e Klein apontam que o pessimismo pode ser útil em algumas circunstâncias: "Se alguém está sujeito a uma série de derrotas, vale a pena adotar um plano de jogo conservador de sentar e esperar e deixar os outros correrem os riscos. Essa espera seria fomentada por uma perspectiva pessimista. Da mesma forma, se alguém está juntando as fichas da vida, vale a pena adotar uma abordagem expansiva de risco e, assim, maximizar o acesso a recursos escassos."

## Críticas

### Crítica pragmática
Ao longo da história, alguns concluíram que uma atitude pessimista, embora justificada, deve ser evitada para perdurar. Atitudes otimistas são favorecidas e de consideração emocional. Al-Ghazali e William James rejeitaram seu pessimismo após sofrerem de doenças psicológicas, ou mesmo psicossomáticas. Críticas desse tipo, no entanto, supõem que o pessimismo leva inevitavelmente a um clima de escuridão e depressão total. Muitos filósofos discordariam, alegando que o termo "pessimismo" está sendo abusado. A ligação entre pessimismo e niilismo está presente, mas o primeiro não leva necessariamente ao segundo, como acreditavam filósofos como Albert Camus. A felicidade não está intrinsecamente ligada ao otimismo, nem o pessimismo está inextricavelmente ligado à infelicidade. Pode-se facilmente imaginar um otimista infeliz e um pessimista feliz. Acusações de pessimismo podem ser usadas para silenciar críticas legítimas. O economista Nouriel Roubini foi amplamente descartado como pessimista, por suas previsões terríveis mas precisas de uma crise financeira global iminente, em 2006. Personality Plus opina que temperamentos pessimistas (por exemplo, melancólico e fleumático) podem ser úteis na medida em que o foco dos pessimistas no negativo ajuda-os a identificar problemas que as pessoas com temperamentos mais otimistas (por exemplo, colérico e sanguíneo) não percebem.